# Растущий блок Вселенной
Растущий блок Вселенной (или растущий блок) — направление в философии времени, согласно которому прошлое и настоящее существуют в действительности, а будущее пока не существует и лишь возможно. Согласно этой теории, Вселенная представляет собой четырёхмерный пространственно-временной блок, растущий во временном измерении (вдоль оси времени). Предполагается, что рост блока происходит на его границе, то есть в настоящем времени. Настоящее — это граница пространства-времени, с одной стороны которой находятся существующие прошлое и настоящее, а с другой — пока не существующее будущее.
Теория растущего блока является альтернативой для двух других направлений в философии времени — этернализма (согласно которому в действительности существуют как прошлое и настоящее, так и будущее) и презентизма (согласно которому в действительности существует только настоящее). Последователи теории считают, что концепция растущего блока ближе к здравому смыслу, чем её альтернативы. К сторонникам теории растущего блока относятся в том числе Чарли Брод (англ. Charlie Broad), предлагавший подобную концепцию ещё в 1923 году, Майкл Тули (англ. Michael Tooly) и Питер Форрест (англ. Peter Forrest).

## Критика
Некоторые философы, среди них Дэвид Брэддон-Митчелл (англ. David Braddon-Mitchell), Крейг Борн (англ. Craig Bourne) и Трентон Мерикс (англ. Trenton Merricks) отмечают, что если теория растущего блока верна, то мы должны заключить, что мы не знаем, «является ли настоящее настоящим» = «сейчас ли сейчас» («whether now is now»). В этом высказывании первое «сейчас» — индексальное, а второе «сейчас» — это объективное временно́е свойство (англ. objective tensed property). Их наблюдение подразумевает следующее высказывание: «эта часть пространства-времени имеет свойство быть настоящим».
Возьмём Сократа, спорившего в прошлом с Горгием, и в то же время думавшего, что спор происходит сейчас. Согласно теории растущего блока грамматическое время является реальным свойством мира, мысль Сократа — о «сейчас», объективном настоящем. Сократ думает, что он мыслит в настоящем, «на краю бытия». Но мы-то знаем, что он ошибается, потому что он находится в прошлом; Сократ не знает, что настоящее сейчас — это сейчас (когда мы читаем текст в Википедии). Но как мы можем быть уверены, что мы не находимся в одинаковом положении с Сократом и что наше «сейчас» — не настоящее «сейчас»? Мы не знаем, сейчас ли сейчас.
Впрочем, некоторые философы утверждают, что существует онтологическое различие между прошлым и настоящим. Например, Форрест (2004) утверждает, что хотя прошлое существует, но оно безжизненно и не активно. В нём не активно сознание и нет движения; движение и сознание существуют только на границе блока Вселенной — то есть в настоящем.